# Damon Ming
Damon Jason Ming (ur. 24 października 1978 w Paget) – bermudzki piłkarz grający na pozycji pomocnika w Bermuda Hogges (USL Second Division). Od 2003 jest również reprezentantem Bermudów. Występował w eliminacjach do Mistrzostw Świata 2006 i 2010.